# Sistema participativo de garantia

“Os sistemas participativos de garantia são sistemas de garantia de qualidade focados localmente. Certificam produtores baseados na participação ativa das partes interessadas e estão fundamentados na confiança, nas redes sociais e na troca do conhecimento.”
Os Sistemas Participativos de Garantia (SPG) representam uma alternativa à certificação por terceira parte, especialmente para mercados locais e cadeias de suprimento curtas. Estes sistemas podem também complementar a certificação por terceira parte criando uma etiqueta privada que contém garantias e transparência adicionais. Os SPG permitem a participação direta dos produtores, consumidores e outras partes interessadas:
- durante  a escolha e a definição dos padrões
- no desenvolvimento e implementação dos procedimentos de certificação
- nas decisões sobre certificação

Os  Sistemas Participativos de Garantia podem ser descritos com a expressão “certificação participativa”.

## História
O movimento orgânico tem sido pioneiro na implementação e definição dos Sistemas Participativos de Garantia (SPG). A certificação de produtos orgânicos teve início em várias partes do mundo nos anos 70 e 80, baseada em sistemas associativos muito próximos do que hoje denomina-se SPG. Alumas dessas associações continuam realizando a certificação participativa, como por exemplo Nature & Progrès, na França e Rede Ecovida de Agroecologia, no Brasil. Ainda que a certificação por terceira parte (seguindo as normas ISO 65) tenha se tornado a forma dominante de certificação no setor alimentar, assim como em vários outros setores, os sistemas de certificação alternativa nunca deixaram de existir.
Em 2004, a Federação Internacional dos Movimentos de Agricultura Orgânica (da sigla em inglês: IFOAM) e o Movimiento Agroecológico de América Latina y el Caribe (MAELA) promoveram o Seminário Internacional sobre Certificação Alternativa, organizado pela ONG Centro Ecológico, em Torres, no Litoral Norte do Rio Grande do Sul,  Brasil. Foi durante este seminário que o conceito de Sistemas Participativos de Garantia foi adotado. Durante o evento, foi formado um grupo de trabalho sobre SPG que, sucessivamente, tornou-se uma Força Tarefa oficial no âmbito da IFOAM. Esta Força Tarefa trabalhou para definir mais especificamente os SPG e estabeleceu os elementos e as características centrais dos SPG,  enunciados em um documento intitulado “Shared Visions – Shared Ideals” (por enquanto o documento só esta disponível em inglês, espanhol e francês).
Desde então, IFOAM tem apoiado continuamente o desenvolvimento dos SPG no setor orgânico. Paralelamente, outros setores tem demonstrado interesse pelo conceito, para certificar vários produtos e processos. Por enquanto,  IFOAM e o movimento orgânico continuam sendo os principais expoentes no que se refere ao conceito de SPG (Participatory Guarantee Systems - PGS]) em nível internacional, e estão advogando a favor do reconhecimento dos mesmos por parte de governos, como  sistemas de certificação locais válidos, naqueles casos em que o setor orgânico é regulamentado.

## Elementos e características centrais
"Os Sistemas Participativos de Garantia e os sistemas de certificação por terceira parte compartilham o mesmo objetivo, ou seja, fornecer uma garantia confiável a consumidores que buscam produtos orgânicos. A diferença, contudo, está na abordagem. Como o nome sugere, a participação direta dos produtores e também dos consumidores no processo de garantia, não é apenas estimulada mas pode até mesmo ser  um requisito.  Esse envolvimento é  completamente realístico no contexto da agricultura familiar e de mercados locais com venda direta, onde os SPG se manifestam com maior probabilidade. A participação ativa de todas as partes interessadas tem como resultado um maior empoderamento mas também maiores responsabilidades. Isto exige que os SPG estabeleçam como prioridade a construção de capacidades e conhecimentos, não apenas entre os produtores mas também entre os consumidores. O envolvimento direto permite que as iniciativas de SPG sejam menos onerosas em termos de requisitos de documentação e contabilidade – um elemento importante, já que os SPG buscam ser inclusivos e trazer os pequenos produtores para sistemas de produção orgânica. Em amplo contraste com os sistemas de certificação existentes, que partem da ideia de que os produtores devem provar que estão em conformidade para que sejam certificados, os SPG estão baseados na integridade, fundada na confiança. A partir dai, o sistema constrói-se com abertura e transparência incomparáveis, mantido em um ambiente que minimiza as hierarquias e os níveis de administração."

### Elementos básicos dos SPG
1. Visão compartilhada
“A força fundamental dos Sistemas Participativos de Garantia repousa na visão consciente e compartilhada que produtores e consumidores possuem sobre os princípios fundamentais que guiam o programa. Mesmo que os SPG possam variar no que se refere ao nível de participação real, estes prosperam devido a consciência ativa sobre por que,  como e, não menos importante, A QUEM se esta servindo.”
2. Participação 
“Os Sistemas Participativos de Garantia estão baseados numa metodologia que pressupõe o envolvimento intenso de todos os interessados na produção e no consumo dos produtos. Os princípios e as regras da produção orgânica são concebidos e aplicados com contribuição de todas as partes interessadas (produtores, consultores e consumidores). A credibilidade da qualidade de produção é uma consequência da participação.”
3. Transparência 
“Todos os interessados, incluindo os produtores, devem estar cientes de como funciona exatamente o mecanismo de garantia em geral, do processo, e de como são tomadas as decisões. Isto não significa que todos conhecem todos os detalhes, e sim que todos possuem um conhecimento básico sobre como funciona o sistema. As pessoas devem estar conscientes sobre os critérios que se utilizam para tomar as decisões sobre o status orgânico, especialmente sobre as razões pelas quais uma unidade de produção não pode ser considerada como orgânica, momentaneamente. Isto implica que devem existir alguns documentos escritos sobre o SPG e que os mesmos estão à disposição  de todas as partes interessadas.
A privacidade e a informação comercial delicada dos produtores reunidos como parte de uma iniciativa de SPG devem ser tratadas com confidencialidade. Porém tal confidencialidade não deve ser utilizada para comprometer o princípio de transparência. Isto pode parecer entrar em conflito com a transparência, mas é  necessário estabelecer limites entre privacidade e informações comerciais delicadas, de um lado, e acesso a informação com o propósito de transparência, do outro lado.”
4. Confiança - “enfoque baseado na integridade”
“Os partidários dos SPG defendem a ideia de que os produtores são dignos de confiança e que o sistema de certificação orgânico deveria ser uma expressão desta confiança.  Este deveria ser o reflexo da capacidade de uma comunidade de demonstrar esta confiança  através da aplicação de seus diferentes mecanismos de controle social e cultural, proporcionando a supervisão necessária para garantir a integridade orgânica dos produtores orgânicos. Assim, são reconhecidos e celebrados uma variedade de mecanismos quantitativos e qualitativos, culturalmente específicos (locais) para demonstrar e medir a integridade orgânica. Estes são parte integral do processo de garantia.” 
5. Processo de aprendizagem 
“O objetivo da maioria dos SPG tem sido o de proporcionar mais do que um certificado, buscando também fornecer ferramentas e mecanismos para apoiar o desenvolvimento comunitário e orgânico onde é possível melhorar os modos de vida e o status dos produtores.
É importante que o processo de garantia contribua para a criação de redes de conhecimento, construídas por todos os atores envolvidos na produção e no consumo de produtos orgânicos. O envolvimento efetivo de produtores, consultores e consumidores na elaboração e na verificação dos princípios e das regras não leva apenas à geração de credibilidade do produto orgânico, mas também leva a um processo permanente de aprendizagem, o qual desenvolve capacidades nas comunidades participantes.”
6. Horizontalidade
“Horizontalidade significa compartilhar o poder. A verificação da qualidade orgânica de um produto ou processo não se encontra concentrada nas mãos de poucos. Idealmente, todos os envolvidos no processo de garantia participativa cotam com o mesmo nível de responsabilidade e capacidade para estabelecer a qualidade orgânica de um produto ou processo.”

### Características centrais
1. “Normas concebidas pelos participantes através de um processo democrático e participativo, porém sempre de acordo com o sentido comumente entendido sobre o que constitui um produto orgânico. As normas devem estimular a criatividade, que é uma característica dos produtores orgânicos, ao invés de inibi-la.” 
2. “Organizações de base: a integridade orgânica deve ser percebida como resultado de uma dinâmica social, baseada na organização ativa de todos os interessados.”
3. “Conveniente para pequenos produtores: a natureza participativa e a estrutura horizontal dos sistemas permitem mecanismos mais adequados e menos onerosos para a geração de credibilidade. De fato, ilumina, celebra e estimula os consumidores a procurar pequenos produtores e agricultores familiares.”
4. “Princípios e valores que elevam os modos de vida assim como o bem estar dos produtores familiares e promovem a agricultura orgânica.”
5. “Sistemas e procedimentos gestionais documentados: Pode ser necessário solicitar um mínimo de documentação aos produtores, porém existirão formas por meio das quais espera-se que demonstrem seu compromisso e integridade orgânica. Estas formas devem ser documentadas pelo SPG.”
6. “Mecanismos para verificar que os produtores cumpram com as normas estabelecidas, os quais são capazes de estimular a participação e a organização, e que permitem um processo de aprendizagem para todos os interessados.”  
7. “Mecanismos de apoio aos produtores, para cultivar produtos orgânicos e obter reconhecimento como produtores orgânicos, para incluir assessores de campo, boletins informativos, visitas a unidades de produção, páginas virtuais, etc.”
8. “Um documento mínimo, por exemplo uma declaração de compromisso do produtor, afirmando concordar com as normas estabelecidas.”
9. “Selos ou etiquetas que proporcionem evidência ao status orgânico.”
10. “Consequências claras e previamente definidas para os produtores que não cumpram com as regras, ações registradas em uma base de dados ou publicadas de alguma forma.”